# Йоппе (Нідерланди)
Йоппе (нід. Joppe) — село в нідерландській провінції Гелдерланд. Входить до муніципалітету Лохем.
Його площа становить 7,20км², а населення станом на 2021 рік складало 435 осіб.
Перша згадка про населений пункт датується 1608 роком.

## Галерея

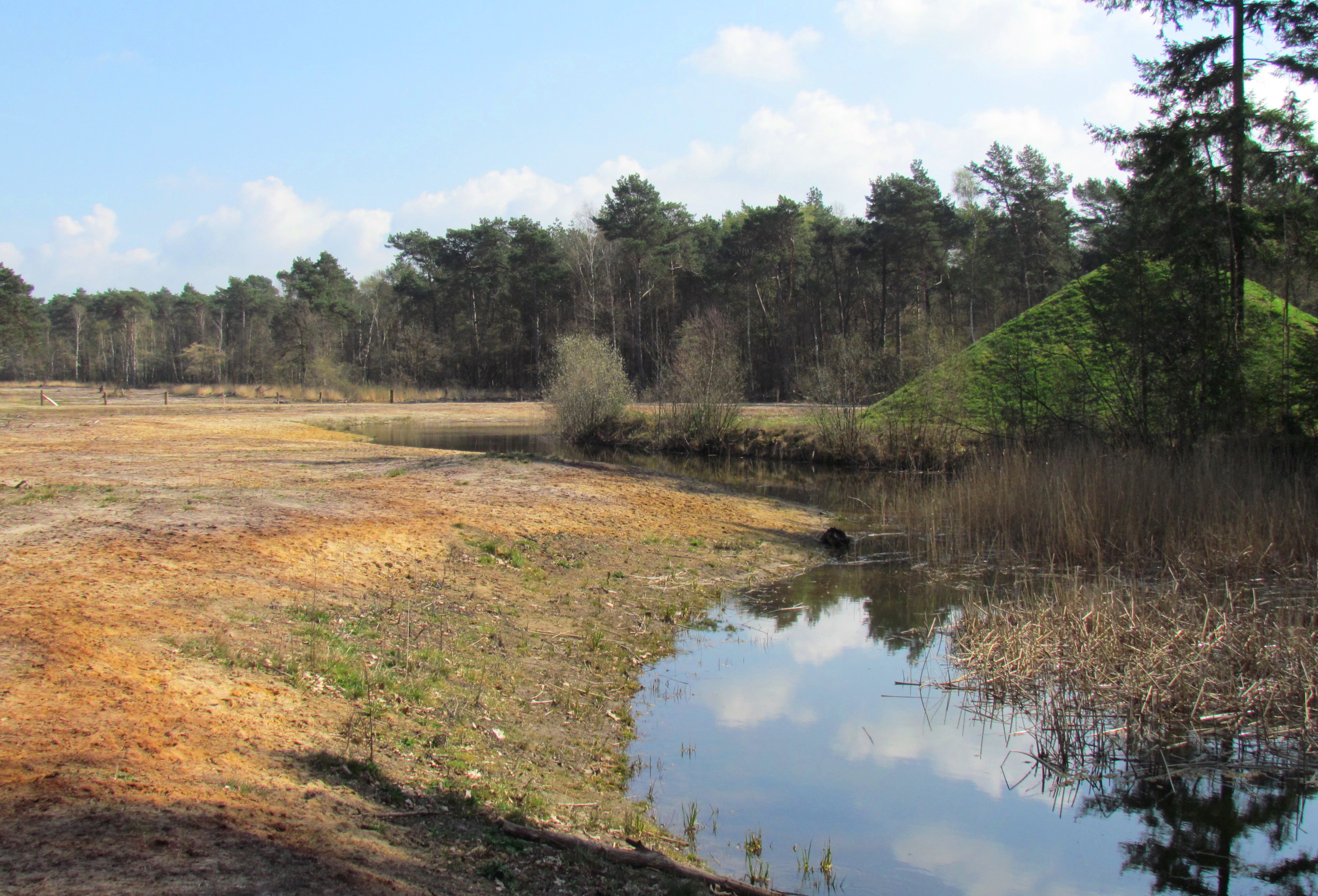